# Франк Дундр
Франк Дундр (нім. Frank Dundr, 25 січня 1957) — східнонімецький академічний веслувальник.
Олімпійський чемпіон 1980 року в складі парної четвірки.
Чемпіон світу 1977 року в складі парної четвірки.